# Victor Chenillon
Victor Chenillon fue un escenógrafo francés del siglo XIX.

## Biografía
Nació en Francia en algún momento del siglo XIX. Como escenógrafo, trabajó para el Gran Teatro de Marsella en la década de 1840 y se encargó de la decoración del teatro de Dole. En España, donde también se destacó profesionalmente, participó, por ejemplo, en la decoración del teatro de Vitoria. Habría fallecido también en el siglo XIX.